# レーン＝メイドナー・モデル
レーン＝メイドナー・モデル（Rehn-Meidner model）は、1952年にスウェーデン労働組合総連合（LO）所属のイェスタ・レーン（Gösta Rehn）とルドルフ・メイドナー（Rudolf Meidner）によって提唱された経済・賃金政策モデル。
達成すべき目標は以下の4つとしている。
- 低インフレ[1]
- 完全雇用[1]
- 経済成長[1]
- 所得の平等

政策手段としては以下が挙げられる。
- 緊縮的一般経済政策[3][1]
- 連帯的賃金政策（企業をまたいだ同一労働同一賃金）[3][1]
- 労働市場政策（積極的労働政策）[3][1]
- 公的貯蓄（労働者基金）[3][1]
- 限界雇用助成金[3]

このモデルは、ケインズ派財政経済学、実質賃金上昇、積極的労働市場政策、国家による経済干渉主義、これら相互作用に基づいている。

## 概要

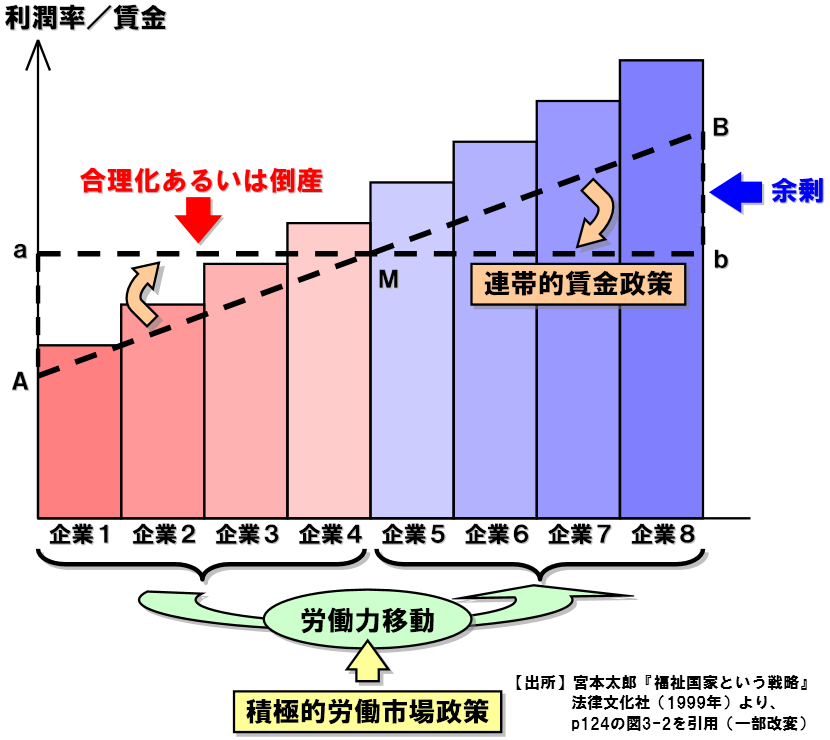
レーン＝メイドナー・モデル

左図は、ある職種を雇用する国内企業を利潤率（棒グラフ）の順に並べたものである。このとき、賃金交渉が企業レベル（あるいは産業レベル）で分権的に行われているために、当該職種の賃金水準が線分ABのように利潤率に応じて高くなっていると仮定する。
ここで、労働組合と経営者団体の頂上団体の間で集権的な賃金交渉が行われ（ネオ・コーポラティズム）、企業間や業種間での賃金格差の縮小が実現し（連帯的賃金政策）、当該職種の賃金水準が線分abに設定されたとする（線分abが水平であれば、完全な「同一労働同一賃金」である）。さらに、新しい賃金水準は、インフレーションを引き起こさない程度の水準に抑制することが労使間で合意されたものとする。
この場合、当該職種に対する従前の賃金水準が線分ab以下であった企業1～企業4では、△MAaの労働コストが新たに発生し、経営合理化の圧力が強まる（場合によっては倒産に至る）。その結果、企業1～企業4によって解雇された労働者が失業する。
一方、当該職種に対する従前の賃金水準が線分abを上回っていた企業5～企業8では、△MBbの余剰が生じ、拡大再生産のための投資に振り向けることができる。
このとき、企業1～企業4において生じた失業者が企業5～企業8に吸収されるように、政府は積極的労働市場政策 を実施する。これは、労使双方がインフレ抑制に協力する代わりに課せられた政府の義務として位置づけられる。
このように、労働力移動の流動性を高めることによって、インフレを惹起することなく国内経済全体の生産性が高度化され、国際競争力が高まる。

## 背景
生産性の低い産業を救済するために政府が公共投資を行ったり、マクロ経済全体の賃金水準を顧みることなく生産性の高い産業が賃上げを行ったりすると、労働コストによるコスト・プッシュ・インフレを引き起こしてしまう。一方、スウェーデンは開放経済の小国であるため、インフレによる国際競争力の低下は国内経済に打撃を与えてしまう。そこで、ケインズ政策に依拠することなく完全雇用を実現しつつ、国際競争力を維持する方策として考案されたのがレーン＝メイドナー・モデルである。

## 実際の展開
レーン＝メイドナー・モデルは1951年にLOの方針として採択されたが、内需産業の労働組合などの抵抗のため、「賃金交渉の完全な中央集権化」「完全な同一労働同一賃金」には至らなかった。しかし、連帯的賃金政策により職種内の賃金格差は縮小し、また、賃金水準も抑制されたため、特に1950年代から1970年代にかけて、社民党政権下でのスウェーデン・モデルの中核を成す政策となった。